# Eroe nazionale
L'eroe nazionale è un personaggio storico o in alcuni casi leggendario al quale sono state riconosciute qualità e caratteristiche da una comunità nazionale. Le istituzioni nazionali ne tributano l'importanza onorandone le azioni e la personalità, dedicandogli nomi di città o toponomastica, nominando in loro onore scuole o parchi cittadini, effigiandoli su banconote, monete e francobolli; riconoscendone la data di nascita o di morte come festa nazionale ed erigendo statue che li raffigurano o trasformando la loro casa natale in museo. A volte si commercializzano oggetti che li ricordano e la loro immagine diviene oggetto di merchandising.

## Esempi
Gli eroi nazionali beneficiano, nella propria nazione, di un consenso culturale maggioritario benché soggettivo. I loro titoli di gloria sono correlati alle origini della nazione, di cui sono stati spesso la prima rappresentanza e per cui spesso hanno sacrificato la vita. Ciononostante, non hanno un riconoscimento ufficiale, ma il loro culto è piuttosto popolare e tradizionale.
Esempi:
- Albania: Giorgio Castriota Scanderbeg, Çerçiz Topulli[1]
- Algeria: Ahmed Ben Bella[2], Lalla Fadhma n'Soumer[3], Ali Ammar[senza fonte]
- Argentina: José de San Martín[senza fonte]
- Armenia: Andranik Toros Ozanian[4]
- Bolivia: Simón Bolívar, Antonio José de Sucre[5]
- Brasile: Ayrton Senna da Silva, Pelé, Tiradentes[6], Luís Alves de Lima e Silva, José Bonifácio de Andrada e Silva[7], Anita Garibaldi[8]
- Bulgaria: Vasil Levski[9]
- Cile: Bernardo O'Higgins, José Miguel Carrera, Manuel Rodríguez Erdoíza, Arturo Prat[10]
- Cina: Zhang Xueliang[11], Mao Tse-tung
- Colombia: Simón Bolívar, Francisco de Paula Santander, Jorge Eliécer Gaitán[12]
- Corea: Yi Sun-sin[13]
- Cuba: José Martí
- Ecuador: Antonio José de Sucre, Simón Bolívar[5]
- Filippine: José Rizal[14], Andrés Bonifacio, Emilio Aguinaldo, Apolinario Mabini[15], Benigno Aquino Jr.[16]
- Finlandia: Carl Gustaf Emil Mannerheim[17]
- Francia: Giovanna d'Arco[18]
- Germania: Arminio[19]
- Ghana: Kwame Nkrumah[20]
- Grecia: Alessandro Ypsilanti, Alexandros Panagulis[21], Lord Byron[22] (moderni)
- Honduras: Fernando Soto Henríquez[23]
- Indonesia: Gajah Mada,[24] Adnan Kapau Gani,[25] Slamet Rijadi, Ida Anak Agung Gde Agung e Moestopo[26]
- Inghilterra: Horatio Nelson, Arthur Wellesley, I duca di Wellington, Charles George Gordon[27]
- Iran: Mirza Kuchak Khan
- Irlanda: Michael Collins
- Irlanda del Nord: Guglielmo III d'Orange[28]
- Israele: Iosif Trumpeldor, Theodor Herzl, Hannah Szenes, Eli Cohen
- Italia: Giuseppe Garibaldi[29], Cesare Battisti[30][31]
- Libia: Omar al-Mukhtar[32]
- Lituania: Mindaugas,[33] Gedimino,[34] Vitoldo il Grande[35]
- Macedonia del Nord: Alessandro Magno
- Malaysia: Tunku Abdul Rahman[36]
- Messico: Pancho Villa, Benito Juárez, Cuauhtémoc[37]
- Norvegia: Anna Colbjørnsen[38]
- Perù: Miguel Grau Seminario, Simón Bolívar
- Polonia: Tadeusz Kościuszko[39]
- Romania: Stefano il Grande, Michele il Coraggioso, Vlad Țepeș (Dracula)
- Russia: Pietro I di Russia, Aleksandr Nevskij, Ivan Susanin
- Scozia: William Wallace[40]
- Siria: Yusuf al-'Azma[41]
- Slovacchia: Juraj Jánošík[42]
- Spagna: El Cid[43]
- Stati Uniti: George Washington[44], Benjamin Franklin[45]
- Sudafrica: Nelson Mandela
- Svizzera: Guglielmo Tell[46], Arnold von Winkelried
- Turchia: Mustafa Fehmi Kubilay, Mustafa Kemal Atatürk
- Ungheria: Stefano I d'Ungheria, Imre Nagy, Attila
- Ucraina: Stepan Bandera[47], Vasyl' Stus[48]
- Uruguay: José Gervasio Artigas[49]
- Venezuela: Simón Bolívar, Francisco de Miranda[50], José Antonio Páez[51]
- Vietnam: Lê Lợi[52], Ho Chi Minh[53]

### Eroi nazionali ufficiali e loro commemorazioni
- Repubblica Islamica dell'Afghanistan: Aḥmad Shāh Masʿūd
- Angola: Agostinho Neto, festa nazionale il 17 settembre, giorno della nascita
- Corea del Nord: Kim Il-sung, festa nazionale il 15 aprile, giorno della nascita
- Costa Rica: Juan Santamaría, festa nazionale l'11 aprile, giorno della morte
- Repubblica Ceca: Jan Hus, festa nazionale il 6 luglio, giorno della morte
- Saint Kitts e Nevis: Robert Bradshaw, festa nazionale il 16 settembre, giorno della nascita
- Stati Uniti: Martin Luther King, festa nazionale il terzo lunedì di gennaio
- Thailandia: Re Taksin, celebrato il 28 dicembre, anniversario della sua incoronazione

In altri paesi si festeggia una giornata degli eroi nazionali.

### Casi particolari
Il concetto di eroe nazionale è stato sistematizzato, per via della sua forza evocativa, in Unione sovietica, dove furono onorati gli Eroi dell'Unione Sovietica, di cui molti sono stati ribattezzati "eroi della Russia". Sono più di 12 000 e portano una stella d'oro.